# Ford Escort
Ford Escort je mali obiteljski automobil kojeg je od 1968. do 2000. proizvodio europski odjel tvrtke Ford. Naziv Escort nosili su i brojni modeli Forda za sjevernoameričko tržište.
Sudjelovao je i u reli utrkama. Do 2000. godine, Ford Escort, koji je proizveden, zamijenjen je modelom Ford Focus.
Prva uporaba imena Escort, bila je za posebne verzije modela Ford Squire, koji je bio karavan verzija modela Ford Anglia 100E.

## Ford Escort Mark I (1968–1974)
Ford Escort Mark I predstavljen je u Ujedinjenom Kraljevstvu 1967., dok je službeno predstavljen u siječnju 1968. na autoizložbi u Bruxellesu, kao zamjena za model Anglia.

## Ford Escort Mark II (1975–1980)
Prve verzije Escorta Mark II pojavile su se u siječnju 1975. Prvi proizvedeni modeli s tvorničke trake sišli su 2. prosinca 1974.

## Ford Escort Mark III (1980–1986)
Treća generacije Escorta predstavljena je u rujnu 1980.

## Ford Escort Mark IV (1986–1990)
Četvrta generacija, s manjim preinakama u izgledu, predstavljena je 1986.

## Ford Escort Mark V (1990–1992)
Ford Escort Mark V predstavljen je u rujnu 1990.

## Ford Escort Mark Vb (1992–1995)
U rujnu 1992. predstavljeni su preinačane verzije Escorta i Oriona.

## Ford Escort Mark VI (1995–2000)
U siječnju 1995. nova verzija Escorta izašla je na tržište.

## Ford Escort u motosportu
Ford Escort Mark I bio je vrlo uspješan automobil za relije. Tijekom kasnih 1960ih i ranih 1970ih momčadi Forda bilo su gotovo nepobjedive na relijima. Najpoznatija je pobjeda finskog vozača Hannu Mikkola na reliju London Meksiko 1970. U čast pobjedničkog modela tvrtka je izdala jubilarno izdanje, slavni Escort Mexico (sa 1.6 L motorom) prilagođen za cestovnu vožnju. Uz Meksiko izdan je i RS1600 model, koji se pokazao vrlo uspješan na relijima.
Kao i njegov prethodnik, Mark II je imao uspješnu karijeru u reliju. Svi modeli Mark I su preneseni u Mark II. Izdan je i novi model RS1800, s novim motorom konstruiranim posebno za reli, dok su cestovne verzije bile rijetke, što je uzrokovalo glasine o homologaciji modela za reli. Reli automobili su bio visoko specijalizirani. Konstrukcija je ojačana, udaljenost kotača je povećana. Motor je do 1979. povećan do 2,0 L, a snaga se povećala do 250 KS. Prijenos je pojačan peterostupanjskim mijenjačem. S ovima preinakama model je bio jedan od najpouzdanijih i najsnažnijih automobila za relijima.
Mark II Escort nastavio je prethodnikov niz nepobjedivosti na RAC Reliju, pobijedivši na svim utrkama od 1975. do 1979. Sezone 1979. Björn Waldegård postao je svjetski prvak u RS1800,  a drugoplasirani Hannu Mikkola je također nastupao u Escortu RS1800, kao i petoplasirani Ari Vatanen. Momčad Forda je osvojila 1979. i naslov među proizvođačima, što nije ponovila sve do 2006. kada su Marcus Grönholm i Mikko Hirvonen osvojili momčadski naslov za Ford u Ford Focus RS WRC 06. Ari Vatanen je u RS1800 osvojio vozački naslov 1981.